# 남지교

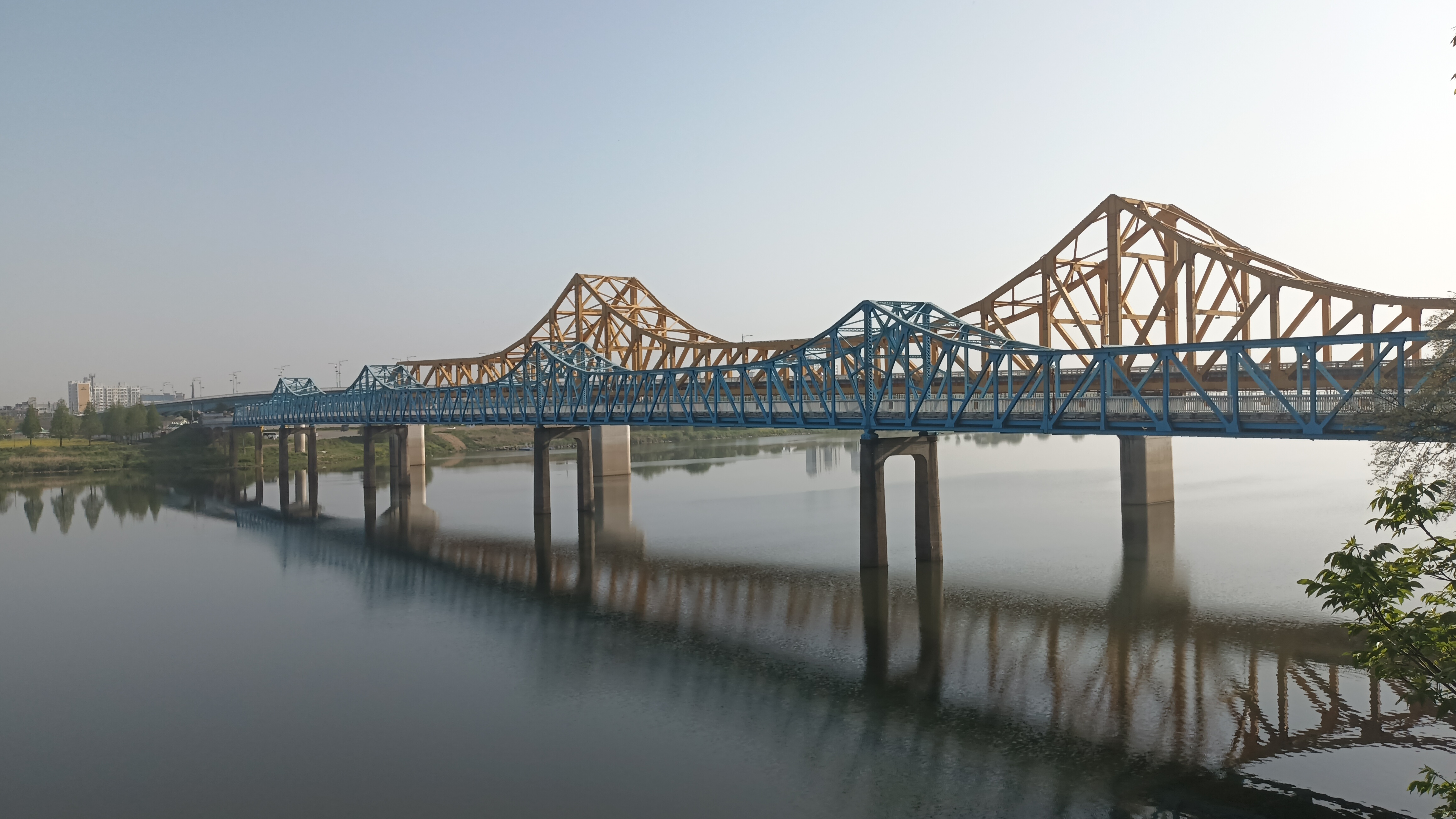
남지교와 창녕 남지철교

남지교(南旨橋)는 경상남도 창녕군 남지읍과 함안군 칠서면을 잇는 낙동강의 다리이다. 남지교의 옆에 있는 남지철교는 1933년 2월 개통되었으며 대한민국의 등록문화재 제145호다.

## 같이 보기
- 창녕 남지철교